# Karaburun
Karaburun (en turco, 'punta negra') es una ciudad de Turquía ubicada a orillas del mar Egeo en el extremo de una península a la que da su nombre, la península de Karaburun. Es la capital de uno de los distritos de la provincia de Esmirna. La ciudad vive principalmente de la agricultura (aceitunas, alcaparras y también narcisos, que son la especialidad local) y de la pesca, pero intenta desarrollar el turismo, a pesar del acceso relativamente difícil por carretera.
Desde 2004, la ciudad acoge un festival a principios de agosto.

## La península
Debido a su forma intrincada, se pueden contar hasta cuatro istmos que delimitan la península de Karaburun. Por una parte, se halla inmediatamente al oeste de la península de Urla, cuyo centro administrativo es la ciudad del mismo nombre, que se puede incluir o descontar como una sección de la península más grande de Karaburun. Otra sección es la península de Çeşme, una vez más homónima con el centro administrativo de su región, que sobresale más allá de su propio istmo desde el extremo occidental de la península de Karaburun. Sobrepasando las secciones peninsulares de Urla y Çeşme, está la península más pequeña de Karaburun, cuya superficie corresponde casi exactamente al área del distrito de Karaburun, separada del continente por otro istmo bastante estrecho en Balıklıova.
Karaburun tiene una temperatura cálida durante todo el invierno, de 17 a 22 °C. En la primavera de 24 a 30 °C y en el verano 35+ ° C.
El campus del Instituto de Tecnología de İzmir y la Zona de Desarrollo Tecnológico de Esmirna están ubicados en la península de Karaburun, ambos dentro del distrito de Urla.

## El distrito y la ciudad
Karaburun es también los nombres de un distrito y de la ciudad que constituye el centro administrativo del mismo distrito, que pertenecen a la provincia de İzmir de Turquía. La zona del distrito corresponde aproximadamente a la península del mismo nombre que se extiende al norte de las estaciones turísticas de Çeşme vecino y sus dependencias y al oeste de la ciudad de İzmir. De hecho, la zona del distrito es uno de los puntos más occidentales de Anatolia. La ciudad de Karaburun se sitúa cerca del extremo norte de la península y controla la entrada del golfo de İzmir junto con la ciudad de Foça, otro centro turístico importante. La zona administrativa del distrito está bordeada por los distritos de Çeşme y Urla en el sur y se enfrenta a la isla griega de Quíos al oeste.

## Características y actividades
La región de Karaburun es comparativamente mucho menos visitada que Çeşme, situada en el sur. Su tasa de urbanización (20 %) es la más baja en la provincia de İzmir. Se trata de un lugar especialmente atractivo para aquellos que quieren escapar del turismo de masas. Las costas de la península tienen hermosas bahías y playas de guijarros o arena que a menudo aún no han sido descubiertas por extranjeros, aunque hay un pueblo de vacaciones alemán situado un poco al norte del centro del distrito. En su conjunto, en contraste con Çeşme, la agricultura, la pesca y la ganadería, en lugar del turismo, siguen siendo las principales actividades en las que se basa la economía del distrito. 
La flora y la fauna de Karaburun presentan particularidades que la distinguen de la parte continental de Anatolia. Se distinguen una variedad muy alta de flores en toda su área, y especialmente narcisos y jacintos.
- Datos: Q743314
- Multimedia: Karaburun / Q743314

1. ↑  Worldpostalcodes.org,código postal n.º 35960.